# Chrysler (бренд)
Крајслер (енгл. Chrysler) је амерички произвођач аутомобила и бренд Крајслер групације, са седиштем у Оберн Хилсу, у држави Мичиген. Компанију је основао Валтер Крајслер 1925. године. Од 2014. године је у саставу мултинационалне компаније Фијат Крајслер аутомобили.

## Историја
Валтер Крајслер је пре него што је основао сопствену фирму радио у многим фирмама попут Џенерал моторса, Бјуика, Willy’s Car Company као и Maxwell Motor Company у којем је био запослен са циљем да руководи како би поправио лоше стање у компанији. Искористивши своја ранија искуства оснива сопствену компанију која се бави производњом аутомобила. Тако је 1924. године представио свој први аутомобил на сајму у Њујорку под називом Chrysler Six, јер је мотор имао шест цилиндара и био је веома успешан. Био је опремљен многим функцијама које се нису могле видети у то време у ауто-индустрији. Убрзо затим Maxwell Motor Company пропада, што је била основа за развој нове фирме под називом Крајслер.
Пет година од оснивања фирма је била веома успешна и била је у стању да избаци многа возила са 6 и 4 цилиндра, која су помогла произвођачу да их позиционира на друго место у укупној продаји 1936. године у САД. Ово је био један од најбољих достигнућа у историји Крајслера. У то време компанија је створила дивизију Мопар, која је производила делове.
Бренд Крајслер је првобитно био у позицији премијум луксузних аутомобила, као конкурент Кадилаку и Линколну, луксузних брендова у власништву Џенерал моторса и Форда. Крајслер је био врхунски бренд, тада познат као Крајслер корпорација, на челу са луксузним возилом под називом Империјал. Корпорација 1955. године одлучује да Империјал буде посебан бренд, како би се боље такмичио са Кадилаком и Линколном.
Педесетих година Крајслер уводи хемисферичне V8 моторе, који се одликују мањим губитком топлоте, бољим сагоревањем и већом компресијом што ствара више коњских снага него ранији V8-s. 1955. године се удружује са фирмом Philco и први уводи радио уређаје у аутомобиле. Исте године Крајслер уводи возило из серије 300. 1957. уводе електронске системе за убризгавање горива, који су били доступни у моделима 300D и Plainsman.
Средином седамдесетих година, компанија је увела Кордобу, који је постао један од најупечатљивијих аутомобила тог доба. Међутим, компанија је почетком осамдесетих година почела западати у финансијску кризу. Да би избегли стечај, Крајслер је затражио од америчке владе да преузме гаранцију дуговања од 1,5 милијарди долара, што је условно и прихваћено. Тих година постају популарни породични MPV модели. У Европи су ови модели имали ознаку Крајслер Гранд Војаџер/Војаџер. Са фирмом Крајслер је спојен скандал из 1987. године, када је откривено да је фабрика код више од 30.000 возила извршила тест вожње без мерача километраже. Неки аутомобили су прешли и више од 500 mi (800 km), пре него што их је фирма предала дилерима за даљу продају.
Деведесетих година Крајслер склапа бројна партнерства са другим произвођачима аутомобила, међу којима је Дајмлер-Бенц. Од 2009. године је у сарадњи са Фијатом. Крајслер је 2010. године на сајму у Детроиту први пут приказан са знаком Ланче. 2014. године бренд постаје власништво Фијата, чија возила од тада деле платформу са Ланчом.

## Модели

### Садашњи модели
За тржиште Северне Америке:
- Крајслер 300 (2005–)
- Крајслер пасифика (РУ) (2017–)

### Некадашњи модели
Аутомобили продавани у САД:
| - 200 (2011–2017) - 300 словна серија (1955–1965) - 300 (1962–1971, 1979) - 300M (1999–2004) - Airflow (1934–1937) - Airstream (1935–1936) - Aspen (2007–2009) - Cirrus (1995–2000) - Concorde (1993–2004) - Conquest (1987–1989) - Cordoba (1975–1983) |  | - Crossfire (2004–2007) - E-Class (1983–1984) - Executive (1983–1986) - Fifth Avenue (1983–1993) - Imperial (1926–1993) - Laser (1984–1986) - LeBaron (1977–1995) - LHS (1994–2001) - Newport (1940–1981) - New Yorker (1939–1996) - Pacifica (CS) (2004–2008) |  | - Prowler (2001–2002) - PT Cruiser (2001–2010) - Royal (1937–1950) - Saratoga (1939–1960) - Sebring (1995–2010) - Таун и каунтри (1946–2016) - TC by Maserati (1989–1991) - Turbine Car (1963) - Town & Country (1941–1988) - Voyager/Grand Voyager (2000–2003) - Windsor (1940–1961) |

Остали:
| - Chrysler 180 - Chrysler Alpine (Simca 1307, Chrysler 150) - Chrysler Avenger (Hillman Avenger, Talbot Avenger) - Chrysler Centura - Chrysler Valiant Charger - Chrysler by Chrysler - Крајслер делта (2011–2014) - Chrysler Dynasty (Dodge Dynasty) - Крајслер гранд војаџер (1988–2015) - Chrysler Shadow (Dodge Shadow) - Chrysler Valiant Galant (Mitsubishi Galant) - Chrysler Horizon (Simca-Talbot Horizon) - Chrysler Intrepid (Dodge Intrepid) |  | - Крајслер ипсилон (2011–2015) - Chrysler Neon - Chrysler Plainsman (Chrysler Royal) - Chrysler Valiant (Chrysler Charger, Chrysler Regal) - Chrysler Sigma (Mitsubishi Sigma) - Chrysler Spirit (Dodge Spirit) - Chrysler Sunbeam (Talbot Sunbeam) - Chrysler Valiant Lancer (Mitsubishi Lancer (A70)) - Chrysler Valiant Volaré (Dodge Aspen) - Chrysler VIP - Chrysler Viper (Dodge Viper) - Chrysler Vision (Eagle Vision) |

## Галерија
- Chrysler Airflow
- Chrysler Imperial III генерација
- Chrysler Cordoba
- Chrysler 300M
- Chrysler PT Cruiser
- Chrysler Sebring III генерација